# Municipio de Chetopa (condado de Wilson)
El municipio de Chetopa (en inglés: Chetopa Township) es un municipio ubicado en el condado de Wilson en el estado estadounidense de Kansas. En el año 2010 tenía una población de 162 habitantes y una densidad poblacional de 1,75 personas por km².

## Geografía
El municipio de Chetopa se encuentra ubicado en las coordenadas 37°31′25″N 95°35′12″O / 37.52361, -95.58667. Según la Oficina del Censo de los Estados Unidos, el municipio tiene una superficie total de 92.8 km², de la cual 92,34 km² corresponden a tierra firme y (0,49 %) 0,46 km² es agua.

## Demografía
Según el censo de 2010, había 162 personas residiendo en el municipio de Chetopa. La densidad de población era de 1,75 hab./km². De los 162 habitantes, el municipio de Chetopa estaba compuesto por el 99,38 % blancos y el 0,62 % eran de una mezcla de razas. Del total de la población el 0 % eran hispanos o latinos de cualquier raza.